# Louis-Lazare Perruchot
Pour les articles homonymes, voir Perruchot.
Louis-Lazare Perruchot (né le 7 octobre 1852 au Creusot (Saône-et-Loire) et mort à Monaco le 2 octobre 1930) est un prêtre et compositeur français qui a participé au renouveau liturgique du XXe siècle. Il participe notamment à la fondation de la Schola Cantorum à Paris et des Petits Chanteurs de Monaco.

## Biographie
Louis-Lazare Perruchot est né au Creusot (Saône-et-Loire) le 7 octobre 1852. 
Il reçoit le goût de l’art palestrinien à Langres, où l'abbé Nicolas Couturier avait fondé une maîtrise qui a contribué à la renaissance et à la renommée de la cathédrale langroise, qui dépassait les limites de l'Hexagone.
Il est successivement maître de chapelle à la Cathédrale Saint-Lazare d'Autun, au petit séminaire de Rimont, dans son diocèse d’origine, puis à Paris, à l'Église Notre-Dame-des-Blancs-Manteaux et à Saint-François-Xavier ; enfin à la Cathédrale de Monaco à partir de 1904. 
Au congrès qui réunissait à Strasbourg, au lendemain de la Première Guerre mondiale, les organistes et maîtres de chapelle français, il est nommé Président de l’Union Sainte-Cécile, union vouée au renouveau de la musique liturgique. En ratifiant l’élection, Pie X le nomme Prélat de la Maison de Sa Sainteté.
Il meurt à Monaco le 2 octobre 1930. Le 10 octobre, une Messe solennelle de Requiem est célébrée pour le repos de son âme en l'Église Saint-François-Xavier.

## Œuvre
Louis-Lazare Perruchot est l'auteur de cinq messes, notamment d'une Messe à quatre voix mixtes en l’honneur de sainte Jeanne d’Arc, de motets et de cantiques fort nombreux, et d'une série de tous les offertoires des dimanches et fêtes de l'année, réalisés en polyphonie. Il compose aussi un oratorio original dédié à sainte Dévote, écrit pour quatre voix et orgue, intitulé Devota, la martyre, avec des paroles de Joseph Guillermin. Sa musique est toujours très pieuse, en même temps que très vocale. Dans un autre registre, il compose aussi de nombreux hymnes patriotiques, comme Les Morts pour la Patrie, en 1916.

## Postérité

### Influence
Monseigneur Perruchot oriente les goûts de Charles Bordes vers la polyphonie ancienne et le chant grégorien qu’il avait entrepris de faire revivre dans les églises bien avant le Motu Proprio du pape Pie X, Inter pastoralis officii sollicitudes, expédié le 22 novembre 1903, fête de Sainte Cécile, patronne de la musique, et qui précise ses instructions concernant la musique sacrée de l'Église romaine, notamment le renouveau du chant grégorien.
Il a offert à plusieurs la primeur de quelques-uns de ses célèbres faux-bourdons à la fois simples et majestueux, que l’on trouvait dans toutes les bibliothèques de chorales paroissiales de son vivant.
Monseigneur Perruchot a ainsi participé au renouveau liturgique catholique au XXe siècle, et permit ainsi, par exemple, de poursuivre la redécouverte (entamée dès la première moitié du XIXe siècle) de nombreuses pièces de Palestrina, François Couperin, ou encore Claude Goudimel (ce dernier était en fait inspiré par la réforme de Jean Calvin, fondateur du protestantisme français), etc. Les compositions de Lazare Perruchot, influencées par ses découvertes et reflétant aussi sa marque personnelle et celle de son époque, sont encore appréciées aujourd'hui. À ce titre, elles sont régulièrement reprises, aussi bien dans un cadre liturgique, comme par la Schola Sainte Cécile, que dans le cadre de concerts.

### Petits Chanteurs de Monaco

Photo officielle 2016 des Petits Chanteurs de Monaco - Palais Princier de Monaco © Photographe : Gaëtan Luci

Dans la nouvelle cathédrale érigée sur le rocher à Monaco, le Prince Albert Ier, et l’évêque de Monaco,  Mgr Jean-Charles Arnal du Curel font appel, en 1904, à Monseigneur Perruchot, musicien réputé, pour organiser définitivement une formation chorale qui deviendra très vite célèbre. « Monseigneur Perruchot savait donner aux voix enfantines de la souplesse, du moelleux, une sonorité chaude et colorée. De nombreux musiciens se sont un jour arrêtés à Monaco pour entendre les chœurs de la cathédrale, et surtout la vaillante phalange des sopranos. ». On compta parmi eux le jeune Léo Ferré, futur auteur-compositeur-interprète entré à la maîtrise à l'âge de 7 ans (1923) et mort en 1993. Les chanoines André Aurat et Henri Carol succéderont à Perruchot, jusqu'au début des années 1970.
En 1973, le gouvernement princier fait appel à Philippe Debat. Sous sa direction, et jusqu'à son décès en 1999, s’affirme une deuxième vocation de la maîtrise dans une importante mission de rayonnement musical de la principauté en tous pays. Celle-ci sera baptisée en 1974 par S.A.S. le prince Rainier III : « Les Petits Chanteurs de Monaco ». Le prince veillera d’une façon de plus en plus intense sur les destinées de cette jeune phalange qu’Il se plaît à appeler souvent « ses petits ambassadeurs chantants ». Il offre à chacun d'eux l’écusson à Ses Armes que les Petits Chanteurs portent sur leur cœur tout au long de leurs nombreux concerts.
Depuis 1999, les Petits Chanteurs de Monaco sont dirigés par Pierre Debat, maître de chapelle du palais princier et de la cathédrale de Monaco.

### Schola cantorum
Le 6 juin 1894, Charles Bordes, Alexandre Guilmant et Vincent d'Indy, réunis dans la salle de la maîtrise de Saint-Gervais avec le chanoine de Bussy, l'abbé Noyer, premier vicaire, l'abbé Chappuy, vicaire de Saint-François Xavier, l'abbé Louis-Lazare Perruchot alors maître de chapelle de Notre-Dame des Blancs Manteaux, fondent une Société de propagande pour la divulgation des chefs-d'œuvre religieux. Mais le titre est trop long et Charles Bordes propose  de lui substituer celui de Schola Cantorum, aussitôt adopté. On décide, également, de publier une revue mensuelle  La Tribune de Saint-Gervais, qui publie des articles qui placent la nouvelle école dans le prolongement direct de l'école de musique religieuse d'Alexandre-Étienne Choron, de la société de musique vocale religieuse et classique du prince de la Moskowa et en concurrence avec l'École Niedermeyer :
- le retour à la tradition grégorienne pour l'exécution du plain-chant et une application aux diverses éditions diocésaines ;
- la remise à l'honneur de la musique palestrinienne comme modèle de musique figurée pouvant être associée au chant grégorien pour les fêtes solennelles ;
- la création d'une musique religieuse moderne, respectueuse des textes et des lois de la liturgie, s'inspirant des traditions grégoriennes et palestriniennes ;
- l'amélioration du répertoire des organistes du point de vue de son union avec les mélodies grégoriennes et de son appropriation aux différents offices.

Elle ouvre ses portes le 15 octobre 1896, sans ressources financières, rue Stanislas, à l'angle du boulevard du Montparnasse (Paris 6e).
En 2017, la Schola Cantorum compte près de 1200 élèves et 80 professeurs.